# Trescault
Trescault là một xã ở tỉnh Pas-de-Calais, vùng Hauts-de-France của Pháp.

## Địa lý
Trescault được bao quanh bởi rừng Havrincourt, cự ly 24 dặm (38,6 km) về phía đông nam Arras, tại giao lộ của các tuyến đường D17 và D15 nơi giáp ranh với tỉnh Nord.

## Dân số
| 1962                                                         | 1968 | 1975 | 1982 | 1990 | 1999 | 2006 |
| ------------------------------------------------------------ | ---- | ---- | ---- | ---- | ---- | ---- |
| 231                                                          | 244  | 234  | 208  | 198  | 188  | 189  |
| Số liệu điều tra dân số từ năm 1962: Dân số không tính trùng |      |      |      |      |      |      |

## Địa điểm nổi bật
- Nhà thờ St.Martin, xây lại sau đệ nhất thế chiến.